# Zari Khoshkam

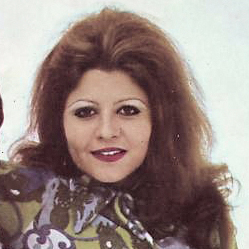
Zari Khoshkam, 1972

Zari Khoshkam (persisch زری خوشکام, geb. 29. Dezember 1947 in Isfahan; gest. 17. Mai 2024 in Teheran) war eine persische Schauspielerin. Zari Khoshkam war die Ehefrau von Ali Hatami und ist die Mutter von Leila Hatami.
Die meisten ihrer Rollen spielte sie in den ersten beiden Jahre ihrer Kinokarriere 1971 und 1972. In diesen Jahren spielte sie in Filmen wie Adamak (آدمک‎) von Khosrow Haritash, Topoli (تپلی‎) von Reza Mirlohi und Khastegar (خواستگار‎) von Ali Hatami mit und im Allgemeinen stellte sie den Anforderungen des iranischen Kinos gemäß den Charakter Verführerische Frau dar. Ihre Filmrollen änderten sich nach ihrer Heirat mit Hatami, und danach war sie weniger im Kino zu sehen. In den Jahren nach der Revolution trat sie unter dem Namen Zahra Hatami nur in wenigen Werken auf, die irgendwie mit ihrem Ehemann und ihrer Familie in Verbindung standen.

## Leben

### Jugend und Ausbildung
Zari Khoshkam wurde 1947 in Isfahan geboren. Sie schloss ihr Studium in Teheran und London ab und absolvierte einen vierjährigen Ballettkurs an der Nationalen Ballettorganisation (persisch سازمان باله ملی ایران, sazman baleh moli iran) des Iran. Ihre Leidenschaft und ihr Interesse für künstlerische Werke brachten sie zuerst zum Tanzen. 1971, im Alter von 24 Jahren, zog es sie zur Kino-Schauspielerei.
Ihre Filmkarriere begann mit dem Film Adamak (آدمک‎) von Khosrow Haritash (خسرو هریتاش‎); im Kino wurde sie jedoch mit dem Film Eine Hütte über dem FLuss (کلبه‌ای آن سوی رودخانه‎, kolbacpeyi an soye rodkhaneh, 1971) bekannt, bei dem Ahmed Shirazi (احمد شیرازی‎) Regie führte und den Mohammad Ali Jafari (محمدعلی جعفری‎) produzierte. In diesem Film spielte Zari die Rolle eines Mädchens, das von einem Lastwagenfahrer wieder ins Leben zurückgeholt wird, nachdem sie von ihrem geliebten Sohn Bijan getrennt wurde. Die männlichen Rollen in diesem Film wurden von Naser Malek Motiei (ناصر ملک‌مطیعی‎) und Homayun Bahadran (همایون بهادران‎) gespielt. Ihre Teilnahme an diesem Film und ihre Brillanz, inklusive der Nacktszenen, erregten die Aufmerksamkeit vieler iranischer Filmleute. Tatsächlich führten ihr schauspielerisches Talent (Kritiker wie Alireza Nourizadeh (علیرضا نوری‌زاده‎) nannten sie später eine der talentiertesten Schauspielerinnen des iranischen Kinos) zusammen mit ihrer Schönheit und ihrer Unbekümmertheit bei der Annahme freizügiger und provokativer Rollen zu vielen Rollenangeboten. So wirkte sie in den ersten Jahren ihrer Karriere im iranischen Kino nicht nur in zahlreichen Filmen mit, sondern erlebte auch die Schauspielerei an der Seite der bedeutendsten jungen männlichen Stars des persischen Films: unter anderem spielte sie Rollen an der Seite von Nasser Malek Matiei (im Film „Eine Hütte über dem Fluss“), Mohammad Ali Fardin (محمدعلی فردین‎) und Iraj Rostami (ایرج رستمی‎) im Film „Der Mann mit den tausend Lächeln“ (مرد هزار لبخند ساخته‎ mard cpehzar labkhand sakhteh) von Siamak Yasemi (سیامک یاسمی‎) aus dem Jahr 1971, Behrouz Thawqi (بهروز وثوقی‎) und Bahman Mofid (بهمن مفید‎) in „Rashid“ (رشید‎, Regie: Parviz Noori (پرویز نوری‎) aus dem Jahr 1971), Saeed Rad (سعید راد‎) und Mohammad Ali Jafari (im Film „Alkali“ - الکلی‎ von Mohammad Ali Jafari aus dem Jahr 1971) sowie Iraj Qadri (ایرج قادری‎) im Film „Toba“ (توبه‎ - Buße, Regie: Ismail Poursaid (اسماعیل پورسعید‎) aus dem Jahr 1972). In diesen Jahren trat sie auch in verschiedenen Kunstfilmen auf, die als Neue Welle des iranischen Kinos bekannt sind, etwa in „Adamak“ von Khosrow Haritash im Jahr 1998, „Topoli“ (تپلی‎) von Reza Mirlohi (رضا میرلوحی‎) im Jahr 1999, basierend auf „Von Mäusen und Menschen“ von John Steinbeck, und „Khastegar“ (خواستگار‎ - Freier) von Ali Hatami im Jahr 1999.

### Heirat
Zari Khoshkam heiratete Ali Hatami im Oktober 1971. Etwa drei Monate lang hörten die Medien danach weder von Khoshkam noch von Hatami, bis Hatami im Januar 1972 die Nachricht seiner Heirat mit Khoshkam in einem Interview mit dem Magazin etlaat npaftegi (اطلاعات هفتگی‎, „Wöchentliche Information“, Nr. 1572) bestätigte.
In einem Telefoninterview erklärte Hatami gegenüber der Zeitschrift:

„Mein dreimonatiges Schweigen ist auf meine Hochzeit mit Zari zurückzuführen, die von nun an meine Partnerin bei meiner Arbeit sein wird. Ich werde bald mit meiner Arbeit beginnen und meine neuen Werke werden aus der Fantasy-Form stammen und die Drehbücher, die ich geschrieben habe, werden im persischen Kino neu sein…“

Er kündigte auch implizit die Änderung von Khoshkams Stil und ihre Distanz zu Rollen an, die ihren früheren Rollen ähnelten, und sagte:

„… in meinen neuen Filmen wird Zari die Rolle eines weiblichen Stars spielen und ihr Charakter wird sich von ihrem früheren unterscheiden. Ich habe vor ein paar Tagen mit der Produktion meines neuen Films „The Suitor“ begonnen. Ich bin für die Hälfte des Kapitals dieses Films verantwortlich und Zari ist auch für die Hauptrolle verantwortlich…“

Nach der Geburt ihres ersten und einzigen Kindes, Leila Hatami, am 1. Oktober 1972 zog sich Khoshkam praktisch aus dem Kino zurück und trat vor der Revolution nur noch in einer weiteren Rolle auf, nämlich der von Ezzat ed-Dowleh (عزت‌الدوله‎), der Frau von Amir Kabir (امیرکبیر‎), in der Fernsehserie Soltan-e Sahebgharan (سلطان صاحبقران‎ 1975), bei welcher ihr Mann Regie führte.

### Nach der Revolution
Nach der Revolution von 1979 musste Khoshkam sich aufgrund der neuen kulturell-politischen Situation eine neue Identität verschaffen und änderte ihren Namen in Zahra Hatami, in Anlehnung an den Nachnamen ihres Mannes. In diesem Zusammenhang schrieb Basir Nasibi (بصیر نصیبی‎) einen Artikel über die Auswirkungen der Islamischen Revolution auf das Leben von Schauspielerinnen, den er am 20. November 2006 in Saarbrücken, Deutschland, im Zusammenhang mit Shohreh Aghdashloo’s (شهره آغداشلو‎) Interview mit der BBC schrieb:

„… die Revolution führte dazu, dass Schauspielerinnen sich unter dem Namen ihrer Ehemänner versteckten, sofern sie einen hatten. So wurde beispielsweise aus Zari Khoshkam, einer ungenierten Schauspielerin des professionellen iranischen Kinos, eine Hausfrau namens Zahra Hatami, bis die Komitees sie vergaßen!“

Nach der Revolution war ein Auftritt in einigen Folgen der Fernsehserie Hezar Dastan (هزاردستان‎ - Tausend Hände) eine der wenigen Rollen, die sie in den darauffolgenden Jahren spielte. In dieser Serie spielte sie die Rolle von Amina Aghdas (آمینه اقدس‎), der Braut von Noorchasmi Khan Muzaffar (خان مظفر‎) (gespielt von Ezzatullah Tzamami -عزت‌الله انتظامی‎). Mehrere Szenen wurden jedoch während der Ausstrahlung entfernt und schließlich wurde die Serie gleichzeitig mit der Welle von Arbeitsverboten für Schauspieler aus der Zeit vor der Revolution offiziell verboten. Später, im Jahr 1999, produzierte Varuzh Karim-Masihi (واروژ کریم‌مسیحی‎) den Film Tehran Roozer No (طهران روزگار نو‎ - Neue Ära Teheran), indem er Teile der Serie Hezar Dastan neu zusammensetzte, in denen auch Zahra Hatami mitwirkte.
Ali Hatami starb im Dezember 1996 an Krebs, nach 25 Jahren Ehe. Im selben Jahr kehrte Leila Hatami, die nach kleinen Rollen in den Filmen ihres Vaters zum Studieren nach Lausanne in die Schweiz gegangen war, wegen der Erkrankung ihres Vaters in den Iran zurück und heiratete ihren Schauspielkollegen Ali Mosaffa (علی مصفا‎), während sie in dem Film Leila (لیلا‎) von Dariush Mehrjui (داریوش مهرجویی‎) mitspielte.
Die Produktion des Films Jahan Pahlavan Takhti (جهان پهلوان تختی‎) blieb aufgrund des Todes von Ali Hatami unvollendet. 1997 übernahm Behrouz Afkhami (بهروز افخمی‎) mit Khoshkams Erlaubnis die Produktion und drehte bald einen Film, in dem Khoshkam selbst in einigen Szenen auftrat. Diese kleine Rolle der als Zahra Hatami war ihr erster Filmauftritt nach der Revolution. In diesem Film traten auch einige von Ali Hatamis anderen Freunden, Verwandten und Kollegen wie Mahmoud Kalari (محمود کلاری‎) unentgeltlich auf. Neben ihrer Arbeit mit Afkhami arbeitete Khoshkam auch mit anderen Regisseuren zusammen, darunter beim Film Eshg + 2 (عشق+۲‎) von Reza Karimi (رضا کریمی‎).
Viele Jahre nach der Revolution war Khoshkams erste ernsthafte Rolle im Kino (unter dem Namen Zahra Hatami) eine Hauptrolle im Film Porträt einer Frau aus der Ferne (سیمای زنی در دوردست‎ - simaye zani dar dordast). Der Film wurde 2002 von ihrem Schwiegersohn Ali Mosaffa gedreht und auf der Lebensgeschichte eines älteren Ingenieurs, der sich von seiner Frau und seinem Sohn getrennt hat und allein lebt, basiert. Zari Khoshkam spielte die Rolle einer afghanischen Sängerin namens Khursheed (خورشید‎). Ihre Tochter Leila spielte in diesem Film die Hauptrolle.
Abgesehen von solchen Aktivitäten tauchte Zahra Hatamis Name in späteren Jahren aus anderen Gründen mehrmals in der Presse und den Medien auf. So gab beispielsweise 2006 der Filmproduzent Mohammad Mehdi Dadgou (محمدمهدی دادگو‎) bekannt, dass er Teile der Fernsehserie Soltan-e Sahebgharan neu schneiden wolle, um daraus zwei unabhängige Filme mit den Titeln Amir Kabir (امیرکبیر‎) und Mirzarzai Kermani (میرزارضای کرمانی‎) zu machen. Hatami kritisierte dieses Vorgehen. Auch als im selben Jahr das sinema nayagaraye (سینما نیاگارای‎ - Niagara-Kino) in Teheran niederbrannte, tauchte der Name von Hatami als Haupteigentümerin des Kinos wiederholt auf.
Khoshkam/Hatami erhielt bei der zweiten Feier der Kritiker- und Schriftstellervereinigung im Jahr 2007 den Ali Hatami Preis (جایزهٔ علی حاتمی‎) als beste Drehbuchautorin in dreißig Jahren des postrevolutionären iranischen Kinos.
Zahra Hatamis letzter Filmauftritt war im Film Wie spät ist es in Ihrer Welt? (در دنیای تو ساعت چند است؟‎ - dar daniaye to saat chand est?, 2015). Es war Safi Yazdanians (صفی یزدانیان‎) erster Spielfilm, in dem sie neben ihrem Schwiegersohn und ihrer Tochter die Rolle der Hawa Khanum spielte. Danach war sie noch in Shalevar (شعله‌ور‎ - Brand, 2016) von Hamid Nematullah (حمید نعمت‌الله‎) neben Amin Hayai (امین حیایی‎) zu sehen.
Khoshkam starb am 16. Mai 2024 im Alter von 76 Jahren. Ihre Beerdigung fand am nächsten Tag auf dem Künstlerfriedhof Behesht Zahra (قطعه هنرمندان بهشت زهرا‎ - ghate npannarmandan bacpehsht zahara, ⊙) statt.

## Filmographie

### Filme
- Adamak (آدمک; Dummy; 1971)
- A Hut Across the River (کلبه‌ای آن‌سوی رودخانه; 1971)
- Alcoholic (الکلی; 1971)
- Rashid (رشید; 1971)
- The Man of a Thousand Smiles (مرد هزار لبخند; 1971)
- Repentance (توبه; 1972)
- Topoli (تپلی; 1972)
- Khastegar (خواستگار; Suitor; 1972)
- Tehran Roozegar-e No (Téhéran, La nouvelles époque) Ali Hatami 1983.
- Jahan Pahlavan Takhti (جهان پهلوان تختی‎, Gehan Pahlavan Takhti) Ali Hatami, nach dessen Tod von Behrouz Afkhami fertiggestellt. (Ein Drama nach dem Leben von Gholamreza Takhti, einem gefeierten Kämpfer) 1997.
- New Tehran (طهران روزگار نو; 1999)
- Portrait of a Lady Far Away Simay-e Zani Dar Dourdast (سیمای زنی در دوردست‎ - simaye zani dar dordast - Portrait d’une femme lointaine), Ali Mossafa 2008.
- What's the Time in Your World? (در دنیای تو ساعت چند است؟; 2014)
- Flaming (شعله‌ور; 2016)
- Talakhon (طلاخون; 2019)

### Serien
- 1975: Soltan-e Sahabgharan. Ali Hatami
- 1987: Hezar Dastan. Ali Hatami